# Związek Kurpiów
Związek Kurpiów – stowarzyszenie z siedzibą w Ostrołęce założone w 1996 z inicjatywy Stanisława Pajki. Zajmuje się badaniem oraz kultywowaniem kultury kurpiowskiej. Za ideowego poprzednika uważa Związek Puszczański założony w 1919 przez Adama Chętnika.

## Władze
Władze zmieniały się następująco:
- 1996 – Przewodniczący Komitetu Założycielskiego Związku Kurpiów Stanisław Pajka,

- kadencja 1996–1999: Stanisław Kubeł (prezes), Henryk Gadomski (wiceprezes), Adam Dobroński (wiceprezes), Adam Białczak (sekretarz), Kazimierz Ostrowski (skarbnik), Jan Długołęcki, Jacek Frankowski, Witold Kuczyński, Jan Prusik, Stanisław Pajka, Tadeusz Żebrowski (członkowie prezydium)[3]
- kadencja 2000–2004: Mirosław Grzyb (prezes), Stanisław Pajka (wiceprezes), Józef Kur (wiceprezes), Tadeusz Żebrowski (sekretarz), Marian Kraśniewski (skarbnik), Czesława Kaczyńska (członkini prezydium), Witold Kuczyński (członek prezydium), Adam Białczak, Stanisław Ceberek, Henryk Gadomski, Edward Kaczyński, Stanisław Kurpiewski, Jadwiga Malinowska, Marek Mielnicki, Ryszard Pawłowski, Jan Prusaczyk, Maria Samsel, Barbara Wojciulewicz, Lech Wółczuk, Władysław Zera (skład zarządu głównego)

- kadencja 2004–2008 Mirosław Grzyb (prezes), Adam Białczak (wiceprezes ds. nauki), Maria Samsel (wiceprezeska ds. dziedzictwa kulturowego), Iwona Choroszewska-Zyśk (wiceprezeska ds. promocji), Marian Kraśniewski (skarbnik), Bogusława Opęchowska (sekretarka), Czesława Kaczyńska (członkini prezydium), Stanisław Pajka (członek prezydium)[4]

- 2004–2024 Iwona Choroszewska- Zyśk (wiceprezes)[5][6]
- od 2004 Maria Samsel (wiceprezes)[5]

- 2024–2028: Iwona Choroszewska-Zyśk (prezes), Mirosław Grzyb (wiceprezes), Maria Samsel (wiceprezeska), Anna Ogniewska (skarbniczka), Krystyna Łaszczych (sekretarka), ks. Wiesław Białczak, Robert Domurad, Henryk Gadomski, Tomasz Mielnicki, Małgorzata Parzych (członkowie zarządu głównego)[5].

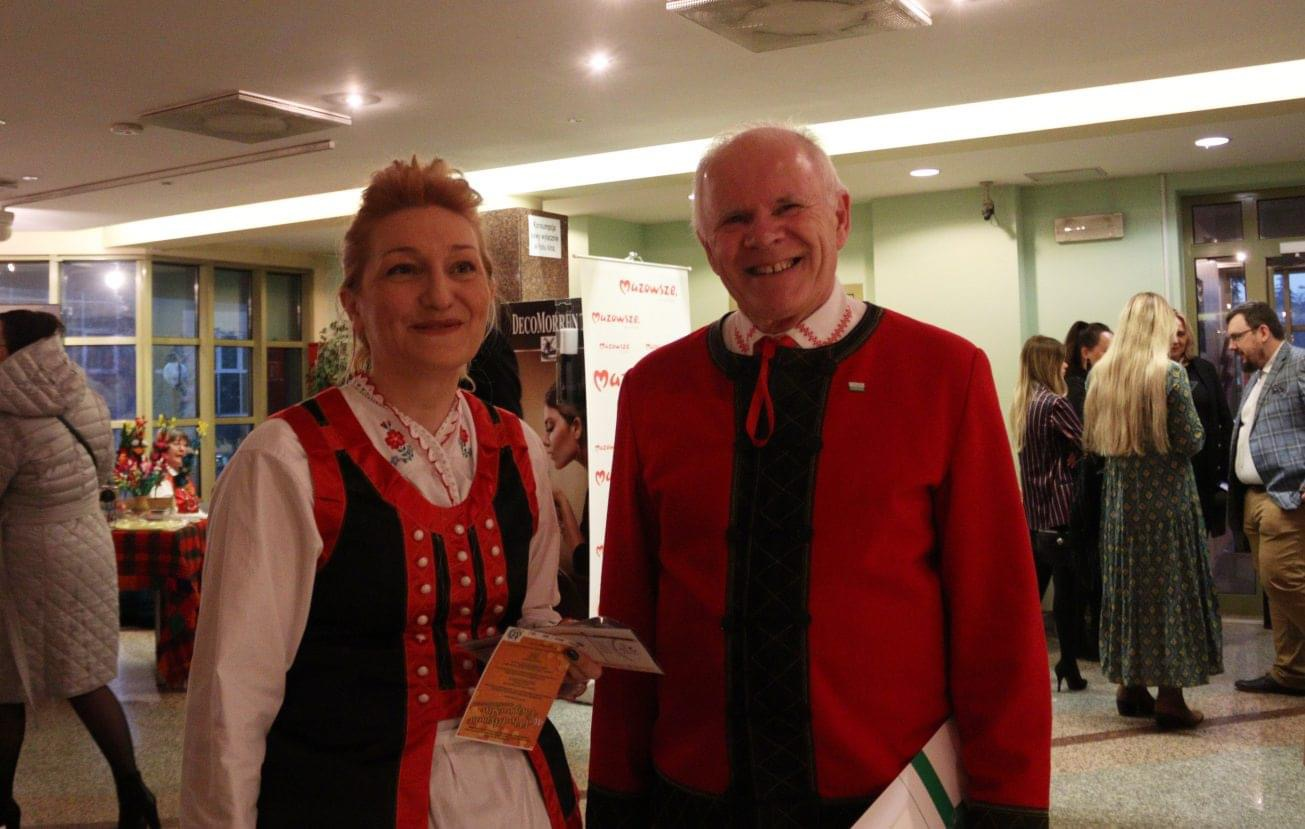
Iwona Choroszewska-Zyśk oraz Mirosław Grzyb, gala rozdania „Kurpików” 2022

Od 2004 Związek Kurpiów ma kapelana ks. Wiesława Białczaka pochodzącego z parafii Baranowo.
Do związku należy kilkaset osób oraz liczne instytucje jako członkowie zbiorowi lub wspierający: gminy z terenów puszcz Zielonej i Białej, szkoły różnych szczebli, przedsiębiorstwa. W miejscowościach regionu i poza nim istnieją oddziały Związku Kurpiów.
W 2000 do organizacji należały 173 osoby, w 2004 – 492 osób.

## Działalność
Działalność związku obejmuje organizację seminariów i konferencji, wydawanie książek i czasopism, organizację konkursów i imprez regionalnych. Ważniejsze osiągnięcia to:
- dawniej (od 2001) organizacja Dni Kultury Kurpiowskiej[7],
- wydanie książki Puszcza Kurpiowska w pieśni, red. Henryk Gadomski, t. 1–3 (19997, 2000, 2003) na podstawie rękopisów ks. Władysława Skierkowskiego[8]
- od 2002 wydawanie magazynu regionalnego „Kurpie”[7],
- konkurs im. dr. Stanisława Pajki[9].

## Nagroda Kurpik

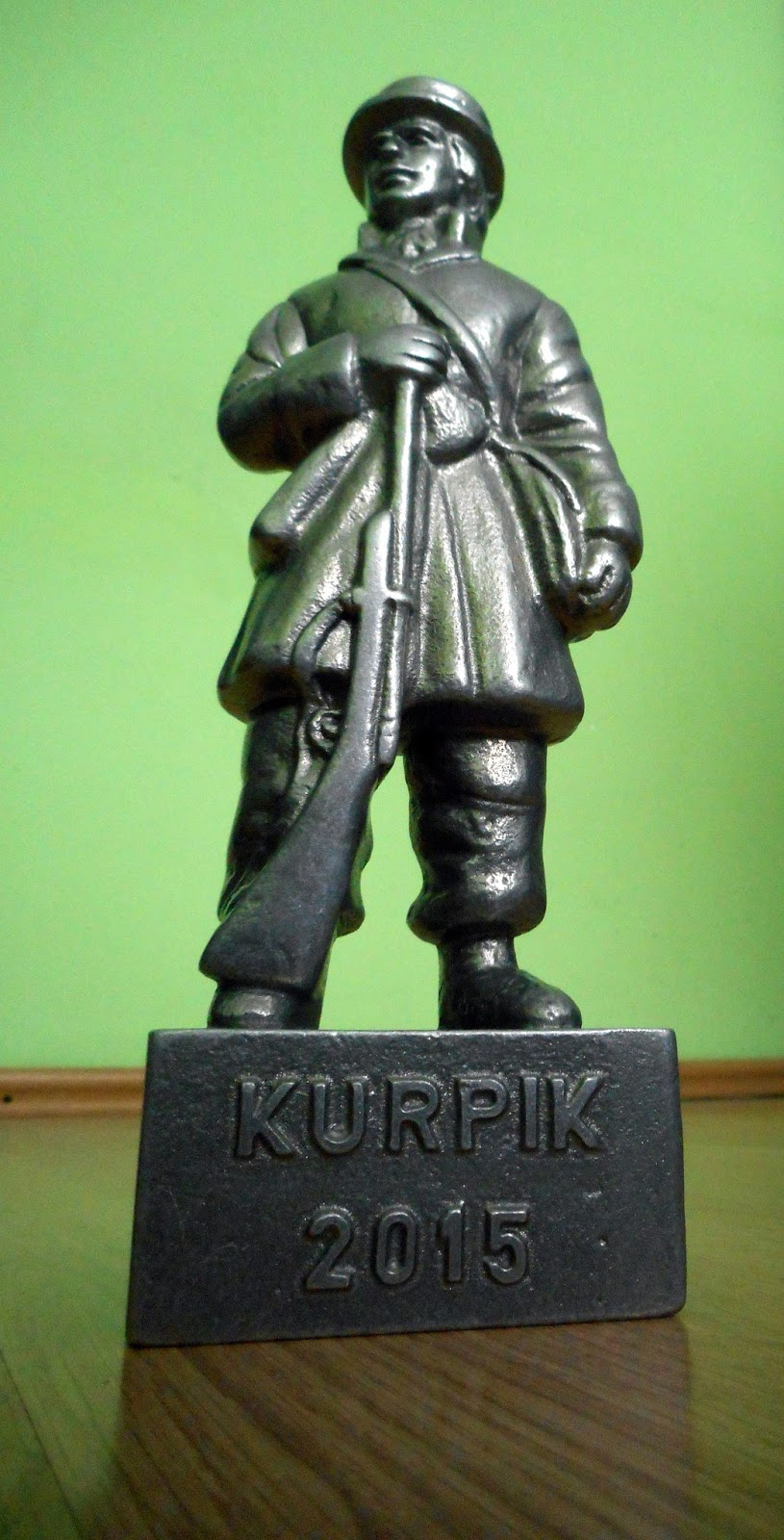
Nagroda Kurpik

Za ochronę dziedzictwa kulturowego, budzenie tożsamości i pracę na rzecz wszechstronnego rozwoju regionu kurpiowskiego od 2001 przyznawana jest Nagroda Prezesa Związku Kurpiów o nazwie Kurpik. Jest wręczana w 10 kategoriach: Talent, Nauka i pióro, Muzyka i taniec, Twórczość ludowa, Edukacja regionalna, Działalność publiczna, Pracodawca, Promowanie regionu, Budzenie tożsamości i Ochrona dziedzictwa kulturowego. Nagroda Kurpik nazywana jest kurpiowskim Oscarem.

### Laureaci i laureatki 2001–2022
2001 (nagrody przypisano do kategorii umownie, ponieważ wydzielono je w 2002)
- Nauka i pióro: Adam Białczak – nauczyciel i historyk z Baranowa; Stanisław Pajka – regionalista i publicysta z Ostrołęki, współzałożyciel Związku Kurpiów
- Muzyka i taniec: Apolonia Nowak – artystka ludowa z Kadzidła; Stanisław Sieruta – śpiewak ludowy z Olszyn
- Edukacja regionalna: Tadeusz Grec – nauczyciel i regionalista z Ostrołęki
- Działalność publiczna: Eugeniusz Drężek – przedsiębiorca z Myszyńca, sponsor tablicy poświęconej pamięci ks. Władysława Skierkowskiego w kolegiacie w Myszyńcu; Janina Grzelak – społeczniczka z Ostrołęki; starosta ostrołęcki Stanisław Kubeł; ks. bp Edward Samsel – ordynariusz ełcki pochodzący z Myszyńca; wójt Lelisa Stanisław Subda
- Promowanie regionu: Iwona Choroszewska-Zyśk – dziennikarka; Danuta Kostewicz – regionalistka z Ostrołęki, znawczyni kuchni kurpiowskiej
- Budzenie tożsamości: Jan Prusik – prezes Związku Kurpiów na Warmii i Mazurach w Olsztynie; Irena Mossakowska – prezeska Oddziału Związku Kurpiów w Szczytnie
- Ochrona dziedzictwa kulturowego: Henryk Gadomski – etnomuzykolog z Ostrołęki, redaktor Puszczy Kurpiowskiej w pieśni ks. W. Skierkowskiego; Sławomir Konarzewski – nauczyciel z Lubiejewa, twórca widowisk teatralnych; Henryk Kulesza – twórca ośrodka etnograficznego w Lelisie; Muzeum Kultury Kurpiowskiej w Ostrołęce

2002
- Talent: Krzysztof Kowalski – gawędziarz z Dąbrów
- Nauka i pióro: Czesław Parzych – poeta z Ostrołęki
- Muzyka i taniec: Zespół „Kurpie” z Ostrołęki
- Twórczość ludowa: Czesława Kaczyńska – twórczyni z Dylewa, prezeska Kurpiowskiego Oddziału Stowarzyszenia Twórców Ludowych
- Edukacja regionalna: Witold Kuczyński – nauczyciel, kierownik zespołu Carniacy i prezes Kurpiowskiego Towarzystwa „Strzelec”
- Działalność publiczna: Stanisław Ceberek – senator, regionalista i działacz społeczny z Wykrotu
- Pracodawca: SPS HANDEL z Ostrołęki
- Promowanie regionu: Tygodnik Ostrołęcki
- Budzenie tożsamości: Oddział Związku Kurpiów w Mikołajkach
- Ochrona dziedzictwa kulturowego: Skansen im. Adama Chętnika w Nowogrodzie

2003
- Talent: Kapela Braci Drężków – muzykanci z Myszyńca Starego
- Nauka i pióro: Bernard Kielak – etnograf z Ostrołęki
- Muzyka i taniec: Zespół Cepelia–Kurpianka z Kadzidła
- Twórczość ludowa: Józef Bacławski – rzeźbiarz z Łysych
- Edukacja regionalna: Stefania Prusaczyk – nauczycielka, prowadzi szkolne zespoły ludowe w Myszyńcu
- Działalność publiczna: Józef Petrusewicz – weterynarz, gawędziarz, współtwórca Miodobrania Kurpiowskiego, społecznik z Łysych
- Pracodawca: Spółdzielnia Mleczarska „Kurpie” z Baranowa
- Promowanie regionu: Józef Sobiecki – redaktor Radia dla Ciebie z Warszawy
- Budzenie tożsamości: Oddział Związku Kurpiów w Zalasie
- Ochrona dziedzictwa kulturowego: Gminny Ośrodek Kultury w Zbójnej

2004
- Talent: Magdalena Zera – skrzypaczka z Kadzidła
- Nauka i pióro: Wincenty Szydlik – publicysta z Tłuszcza, znawca Puszczy Białej (pośmiertnie)
- Muzyka i taniec: Zespół Carniacy z Czarni
- Twórczość ludowa: Marianna Staśkiewicz – poetka i twórczyni ludowa z Kadzidła
- Edukacja regionalna: Leszek Czyż – nauczyciel z Lemana, poeta, autor „Gadek Kurpiowskich”, opiekun ludowych zespołów szkolnych
- Działalność publiczna: Marian Sołobodowski – kierownik wydziału kultury Urzędu Marszałkowskiego z Warszawy
- Pracodawca: Zakłady Mięsne JBB Łyse
- Promowanie regionu: Gabor Lörinczy – fotograf z Łomży
- Budzenie tożsamości: Oddział Związku Kurpiów w Rozogach
- Ochrona dziedzictwa kulturowego: Teresa Piórkowska-Ciepierska – nauczycielka, plastyczka z Ostrołęki

2005
- Talent: Irena Łoniewska – plastyczka z Ostrołęki
- Nauka i pióro: Jerzy Kijowski – historyk z Ostrołęki
- Muzyka i taniec: Jerzy Białobrzewski – opiekun ludowych zespołów muzycznych w Ostrołęckim Centrum Kultury
- Twórczość ludowa: Zdzisław Bziukiewicz – bursztyniarz z Wachu
- Edukacja regionalna: Janina Krzyżewska – nauczycielka, poetka i twórczyni z Lipnik
- Działalność publiczna: Wiesław Kowalikowski – wójt gminy Łyse
- Pracodawca: Zespół Elektrowni Ostrołęka
- Promowanie regionu: Mariusz Kleczkowski – przedsiębiorca z Ostrołęki, pomysłodawca i realizator imprez regionalnych
- Budzenie tożsamości: Zespół Pieśni i Tańca „Młode Kurpie” z Jednorożca
- Ochrona dziedzictwa kulturowego: Teresa Pardo – opiekunka ludowych zespołów w powiecie łomżyńskim

2006
- Talent: Romuald Grużewski – kowal ze Zbójnej
- Nauka i pióro: Barbara Falińska – językoznawczyni z Warszawy
- Muzyka i taniec: Zespół Pieśni i Tańca „Zawady” z Zawad
- Twórczość ludowa: Wiesław Kuskowski – wikliniarz-plecionkarz z Ostrołęki
- Edukacja regionalna: Przedszkole Miejskie nr 17 w Ostrołęce
- Działalność publiczna: Antoni Tomala – twórca izby muzealnej w Kadzidle, działacz sportowy i regionalny
- Pracodawca: Bank Spółdzielczy w Myszyńcu
- Promowanie regionu: Teresa i Czesław Niedźwiedzcy – pszczelarze z Olszewa-Borek
- Budzenie tożsamości: ks. Wacław Nowacki – proboszcz z Czarni
- Ochrona dziedzictwa kulturowego: Nadleśnictwo Myszyniec

2007
- Talent: Waldemar Pędzich – sportowiec, biegacz długodystansowy z Szafarczysk
- Nauka i pióro: Tadeusz Machnowski – poeta i publicysta z Ostrołęki
- Muzyka i taniec: Chór II LO „Cantilena” z Ostrołęki
- Twórczość ludowa: Czesława Lewandowska – koronczarka i twórczyni ludowa z Ostrołęki; Halina Pajka – wycinankarka i twórczyni ludowa z Kadzidła
- Edukacja regionalna: Małgorzata Żebrowska i Krystyna Dębska – nauczycielki z Zespołu Szkół nr 3 Ostrołęka-Stacja, inicjatorki i realizatorki corocznego Dnia Kultury Kurpiowskiej
- Działalność publiczna: Zdzisław Frydrych – społecznik i regionalista z Lipnik
- Pracodawca: Spółdzielnia Rękodzieła Ludowego i Artystycznego „Kurpianka” w Kadzidle
- Promowanie regionu: Fundacja Cepelia – Polska Sztuka i Rękodzieło w Warszawie
- Budzenie tożsamości: Zespół Śpiewaczy z Nowogrodu
- Ochrona dziedzictwa kulturowego: Anna Ogniewska – dyrektorka Gminnego Ośrodka Kultury w Lelisie; Parafia pw. Trójcy Przenajświętszej w Myszyńcu

2008
- Talent: Kazimierz Nurczyk – rzeźbiarz z Chudka
- Nauka i pióro: Marian Pokropek – etnograf z Otrębus
- Muzyka i taniec: Zespół Pieśni i Tańca „Kurpie Zielone” z Białegostoku (w 55-lecie istnienia); Witold Krukowski – akordeonista z Ostrołęki
- Twórczość ludowa: Stanisława Dawid – wycinankarka ze Strzałek
- Edukacja regionalna: Danuta Gnoza – nauczycielka z Myszyńca
- Działalność publiczna: Stanisław Szydlik – działacz społeczny i regionalny z Bandyś
- Pracodawca: Stora Enso Poland (poprzednio Intercell i OZCP) w Ostrołęce – największy pracodawca regionu (w 50. rocznicę zbudowania zakładu)
- Promowanie regionu: Wiesława Bogdańska – twórczyni ludowa z Kadzidła
- Budzenie tożsamości: Krzysztof Zyśk – nauczyciel, twórca ludowy z Warszawy
- Ochrona dziedzictwa kulturowego: Gminny Ośrodek Kultury w Turośli
- Producent rolny: Henryk Kubeł – rolnik hodowca z Golanki

2009
- Nauka i pióro: Jerzy Rubach – językoznawca z Warszawy, twórca zasad zapisu dialektu kurpiowskiego
- Ochrona dziedzictwa kulturowego: Zespół Pieśni i Tańca „Łomża”
- Twórczość ludowa: Andrzej Staśkiewicz – lutnik i muzyk z Kadzidła; Czesława Marchewka – twórczyni ludowa z Kadzidła
- Działalność publiczna: Agnieszka Tańska – nefrolożka z Ostrołęki; Stanisław Dawidczyk – społecznik z Zawad
- Talent: Stanisław Skolimowski – artysta malarz z Ostrołęki
- Pracodawca: Piekarnia Kurpiowska „Serafin” z Łysych
- Promowanie regionu: Kurpiowski Zespół Pieśni i Tańca „Jutrzenka” z Jednorożca
- Budzenie tożsamości: ks. Józef Midura – proboszcz z Rozóg
- Muzyka i taniec: Jan Kania – harmonista z Lipnik; Zespół Tańca Ludowego „Ostrołęka”
- Edukacja regionalna: Przedszkole Samorządowe w Olszewie-Borkach

2010
- Nauka i pióro: Stanisław Pajka – publicysta z Ostrołęki, autor Słownika Biograficznego Kurpiowszczyzny
- Twórczość ludowa: Maria Chrostek – wyciankarka i twórczyni ludowa z Tatar; Zofia Gadomska z Kadzidła
- Edukacja regionalna: Tadeusz Grec – konsultant i nauczyciel zasad pisowni dialektu kurpiowskiego z Ostrołęki
- Działalność publiczna: Gminna Biblioteka Publiczna w Kadzidle
- Talent: Karol Samsel z Czarni
- Promowanie regionu: Gospodarstwo Agroturystyczne EWA z Lipnik; Kurpiowsko-Mazowiecki Związek Pszczelarzy w Ostrołęce
- Pracodawca: firma SIZER s.c. A.; M. Ciężar z Kadzidła
- Budzenie tożsamości: ks. Stanisław Grosfeld – proboszcz parafii Dąbrówka
- Ochrona dziedzictwa kulturowego: Zdzisław Ścibek – działacz społeczny z Myszyńca, dyrektor Regionalnego Centrum Kultury Kurpiowskiej im. ks. Władysława Skierkowskiego w Myszyńcu
- Muzyka i taniec: Zespół Muzyki Dawnej Ars Nova z Warszawy

2011
- Nauka i pióro: Ostrołęckie Towarzystwo Naukowe im. Adama Chętnika (w 25-lecie istnienia)
- Twórczość ludowa: Stanisław Bacławski – rzeźbiarz z Czarni
- Edukacja regionalna: Wojciech Łukaszewski – nauczyciel, historyk, regionalista z Żelaznej Rządowej, autor pierwszego w historii regionu Elementarza Kurpiowskiego
- Działalność publiczna: ks. prałat Marian Niemyjski – proboszcz parafii Kadzidło
- Talent: Joanna Banach – lekkoatletka z Tatar, mistrzyni Polski juniorów na 400 m płotki
- Promowanie regionu: Dariusz Łukaszewski – wójt gminy Kadzidło
- Pracodawca: PBK sp. z o.o. (Przedsiębiorstwo Budownictwa Komunalnego) z Ostrołęki (w 65-lecie działalności)
- Budzenie tożsamości: Regionalny Ośrodek Kultury w Łomży
- Ochrona dziedzictwa kulturowego: Maria Samsel – etnografka, dyrektorka Muzeum Kultury Kurpiowskiej w Ostrołęce
- Muzyka i taniec: Zofia Warych – śpiewaczka ludowa z Myszyńca; Zofia Charamut – śpiewaczka ludowa z Myszyńca; Marianna Bączek – śpiewaczka ludowa z Surowego

2012
- Nauka i pióro: Towarzystwo Przyjaciół Ostrołęki (w 35-lecie działalności)
- Twórczość ludowa: Aleksandra Oślicka – wycinankarka, twórczyni ludowa z Kadzidła
- Edukacja regionalna: Szkoła Podstawowa z Laskowca; Maria Parzych – nauczycielka, dyrektorka szkoły w Glebie
- Działalność publiczna: Henryk Toryfter – wójt gminy Baranowo
- Talent: Karol Kurpiewski – projektant mody z Ostrołęki wykorzystujący motywy kurpiowskie
- Promowanie region: Weronika Grozdew-Kołacińska – etnomuzykolożka z Warszawy, twórczyni płyty Etnofonie Kurpiowskie
- Pracodawca: firma OMIS z Ostrołęki
- Budzenie tożsamości: Julianna Puławska – twórczyni ludowa, hafciarka z Puszczy Białej
- Ochrona dziedzictwa kulturowego: Regionalne Centrum Kultury Kurpiowskiej im. ks. Władysława Skierkowskiego w Myszyńcu; Centrum Kultury Kurpiowskiej im. ks. Mieczysława Mieszki w Kadzidle
- Muzyka i taniec: Cezary Kuczyński – tancerz, śpiewak i animator kultury z Czarni

2013
- Nauka i pióro: dr inż. Witold Rzepiński z Ostrołęki
- Twórczość ludowa: Władysław Murzyn – plecionkarz z Zalesia; Genowefa Pabich – twórczyni ludowa z Krobi
- Edukacja regionalna: Koło Teatralne CHOCHLIKI przy Szkole Podstawowej im. Hanki Bielickiej w Sławcu
- Działalność publiczna: Czesław Jurga – wójt gminy Czarnia
- Talent: Magdalena Żebrowska – lekkoatletka z Lelisa
- Promowanie regionu: Adam STRUG Piotrowski – śpiewak i instrumentalista z Warszawy, kompozytor muzyki teatralnej i filmowej, scenarzysta dokumentalnych filmów o muzyce ludowej
- Pracodawca: Henryk Skowroński – właściciel Zakładu Torfowego "Karaska"
- Budzenie tożsamości: Halina Witkowska – twórczyni ludowa z Leman, założycielka Kuźni Kurpiowskiej w Pniewie i prezeska Stowarzyszenia "Puszcza Biała – Moja Mała Ojczyzna"
- Ochrona dziedzictwa kulturowego: Zespół Folklorystyczny „Kurpiowszczyzna” z Myszyńca
- Muzyka i Taniec: Ryszard Maniurski – Olszewo-Borki; Kurpiowski Zespół Śpiewaczy ze Zbójnej

2014
- Nauka i pióro: Henryk Samsonowicz – historyk z Warszawy pochodzący z Puszczy Białej
- Twórczość ludowa: Zofia Samul – twórczyni ludowa z Dębów
- Edukacja regionalna: Tadeusz Żebrowski – nauczyciel, regionalista i przewodnik turystyczny
- Działalność publiczna: Zespół Szkół Zawodowych im. Józefa Psarskiego w Ostrołęce
- Talent: Adam Tański – organista z Kadzidła
- Promowanie regionu: Katarzyna i Seweryn Huzarscy – Stowarzyszenie „Trójwiejska” z Gdyni
- Pracodawca: Beton-Stal Ostrołęka
- Budzenie tożsamości: Łukasz Gut – historyk z Dylewa, założyciel strony „Kurpie – historia i trwanie”
- Ochrona dziedzictwa kulturowego: Edward Koziatek – harmonista z Zawad, kierownik zespołu z Zawad i "Młodych Kurpi" Jednorożca; Kapela Kurpiowska przy Regionalnym Ośrodku Kultury w Łomży
- Muzyka i taniec: Henryk Ćwintal – muzyk i wychowawca z Ostrołęki; Bonifacy Kozłowski – muzyk i nauczyciel z Pułtuska, znawca folkloru Puszczy Białej

2015
- Nauka i pióro: Marcin Tomczak – historyk i pisarz z Gleby
- Twórczość ludowa: Stanisława Suchecka – twórczyni ludowa z gminy Kadzidło
- Edukacja regionalna: Krystyna Łaszczych – bibliotekarka, pisarka, poetka z Kadzidła
- Działalność publiczna: Stanisław Godzina – wójt gminy Rzekuń
- Talent: Piotr Kobrzyński – malarz i grafik z Myszyńca
- Promowanie regionu: Maria Weronika Kmoch – historyczka i regionalistka z Jednorożca, Ewa Mielnicka – Miss Polski 2014 z Baby
- Pracodawca: Nadleśnictwo Ostrołęka
- Budzenie tożsamości: Stowarzyszenie Strzelców Kurpiowskich z siedzibą w Durlasach
- Ochrona dziedzictwa kulturowego: Danuta i Jacek Chętnikowie z Warszawy; Zenon Białobrzeski – wójt gminy Zbójna
- Muzyka i taniec: Młodzieżowy Zespół Kurpiowski „Kalina Zarębska” z Zarąb

2016
- Nauka i pióro: Henryk Gadomski – etnomuzykolog i regionalista z Ostrołęki
- Twórczość ludowa: Elżbieta Prusaczyk – twórczyni ludowa z Tatar
- Edukacja regionalna: Irena Bachmura i Danuta Staszewska – nauczycielki, autorki podręcznika do nauki dialektu kurpiowskiego
- Działalność publiczna: Miejska Biblioteka Publiczna w Ostrołęce
- Talent: Marianna Pędzich – sportowczyni, animatorka kultury i sportu z Szafarczysk
- Promowanie regionu: Genowefa Lenarcik – śpiewaczka pochodząca z gminy Kadzidło; Zespół "Droga na Ostrołękę" z Ostrołęki
- Pracodawca: Zakłady Mięsne „Pekpol” z Ostrołęki
- Budzenie tożsamości: Józef Piątek – burmistrz Nowogrodu; Kazimierz Orzoł – działacz społeczny z Baranowa
- Ochrona dziedzictwa kulturowego: Bogdan Glinka – burmistrz Myszyńca
- Muzyka i taniec: Czesław Drząszcz – harmonista z Myszyńca

2017
- Nauka i pióro: Adam Czesław Dobroński – historyk, wykładowca z Białegostoku
- Twórczość ludowa: Stanisław Ropiak – twórca ludowy z Myszyńca Starego
- Edukacja regionalna: Elżbieta Drężek i Elżbieta Kantarowska – nauczycielki ze Szkoły Podstawowej w Wykrocie
- Działalność publiczna: lekarz Dariusz Karwowski z Ostrołęki; Radio Oko z Ostrołęki
- Talent: Jakub Milewski – artysta śpiewak z Ostrołęki
- Promowanie regionu: Kapela ze Wsi Warszawa z Warszawy
- Pracodawca: Odlewnia MJM Jarosław Michalak z Ostrołęki
- Budzenie tożsamości: Krystyna Wiesława Gałka – działaczka społeczna, regionalistka z Ostrołęki
- Ochrona dziedzictwa kulturowego: Elżbieta Kasznia – artystka z Rozóg; Danuta Gwiazda – nauczycielka, regionalistka z Zalasa
- Muzyka i taniec: Ludowy Zespół Pieśni i Tańca „Wach” z Wachu

2018
- Nauka i pióro: Małgorzata Urszula Laska – poetka i pisarka pochodząca z Myszyńca, autorka książek dla dzieci oraz powieści dla dorosłych
- Twórczość ludowa: Krystyna Świder – hafciarka i koronczarka z Kadzidła
- Edukacja regionalna: Halina Cichoń – nauczycielka z Kadzidła realizująca edukację regionalną
- Działalność publiczna: Miejsko-Gminna Biblioteka Publiczna im. ks. W. Skierkowskiego w Myszyńcu
- Talent: Anna Ceberek – wycinankarka z Zalasa; Grzegorz Łomacz – reprezentant Polski w siatkówce, mistrz świata w 2018
- Promowanie regionu: Gospodarstwo Agroturystyczne „ELA” Elżbieta i Mirosław Żebrowscy z Wydmus
- Pracodawca: Agromasz sp. z o.o. z Rzekunia
- Budzenie tożsamości: Stanisława Ferenc – animatorka kultury z Jednorożca, przewodnicząca Koła Gospodyń Wiejskich w Jednorożcu, kierowniczka zespołu "Kurpie z Jednorożca"
- Ochrona dziedzictwa kulturowego: Jarosław Cholewicki z Łomży – dyrektor Regionalnego Ośrodka Kultury; Cecylia i Wincenty Staśkiewiczowie – nauczycielka i twórca ludowy z Ostrołęki
- Muzyka i taniec: Alicja Serowik – wokalistka z Gdańska urodzona w Turośli, wykonuje pieśni kurpiowskie w aranżacji jazzowej; Czesław Faderewski – działacz i animator kultury z Zawad, założyciel i kierownik Kurpiowskiego Zespołu Ludowego „Pod Borem” z Zawad, prezes Towarzystwa Społeczno-Kulturalnego im. A. Kopcia w Baranowie[12]

2019
- Twórczość ludowa: Czesława Gałązka
- Nauka i pióro: Barbara Kalinowska, Antoni Kustusz
- Muzyka i taniec: Męska Grupa Śpiewacza z Czarni
- Promowanie regionu: Olga Stopińska
- Pracodawca: Piekarnia SEZAM w Baranowie
- Budzenie tożsamości: Stowarzyszenie „Przyjaciele Ziemi Jednorożeckiej”; Jan Karczewski
- Edukacja regionalna: Zespół Szkół Zawodowych nr 4 im. Adama Chętnika w Ostrołęce
- Ochrona dziedzictwa kulturowego: Stanisław Archacki
- Działalność publiczna: Towarzystwo Przyjaciół Ziemi Łomżyńskiej; Stanisław Jastrzębski
- Talent: Bartosz Duda[13].

2020
- Twórczość ludowa: Czesława Samsel; Zofia Wołosz
- Nauka i pióro: Roman Gawrych
- Muzyka i taniec: Paweł Łaszczych, Kapela Miód na Serce
- Promowanie regionu: Kurpiowska Organizacja Turystyczna
- Pracodawca: SANPROD w Ostrołęce
- Budzenie tożsamości: Katarzyna Chętnik
- Edukacja regionalna: Tadeusz Kruk
- Ochrona dziedzictwa kulturowego: Justyna Kaczorek; Grzegorz Fabiszewski
- Działalność publiczna: Marian Krupiński, Robert Niedzwiecki
- Talent: Gminny Uczniowski Klub Sportowy Kurpik Kadzidło[14]

2021
- Twórczość ludowa: Genowefa Staśkiewicz
- Muzyka i taniec: Marcin Drabik, Skiela Kapela
- Promowanie regionu: Marek Sachmata
- Pracodawca: Browar Rzemieślniczy Balans
- Budzenie tożsamości: Koło Gospodyń Wiejskich w Żelaznej Rządowej
- Edukacja regionalna: Marianna Aniceta Zalewska – nauczycielka
- Ochrona dziedzictwa kulturowego: Laura Bziukiewicz; Marek Olbryś
- Działalność publiczna: Joanna Cicha-Kuczyńska; Towarzystwo Przyjaciół Myszyńca
- Talent: Zenon Kowalczyk[15].

2022
- Muzyka i taniec: Jan Szydlik
- Muzyka i taniec: Robert Domurad (Kurpiowski Zespół „Pod Borem” z Zawad)
- Ochrona Dziedzictwa Kulturowego: KGW „Zagajnica” z Łodzisk
- Twórczość ludowa: Edyta Pliszka-Późniewska
- Promowanie regionu: portal „Moja Ostrołęka”
- Talent: Bartłomiej Ostapczuk
- Pracodawca: agencja „Kurpie” państwa Kurpiewskich
- Budzenie tożsamości: Gminny Ośrodek Kultury w  Rozogach
- Nauka i Pióro: Jacek Czaplicki (blog Rowerem wokół Ostrołęki[16])
- Inicjatywa: Biblioteczka Kurpiowska Gminy Kadzidło
- Działalność Publiczna: Katarzyna Grodzka; Józef Kur; MZKS 1962 Narew Ostrołęka[17].

2023
- Ochrona Dziedzictwa Kulturowego: Miejsko-Gminny Ośrodek Kultury w Nowogrodzie
- Promowanie regionu: Sebastian Staszewski
- Twórczość ludowa: Stefania Dawid
- Talent: Adrian Duszak
- Pracodawca: LUS-AR
- Budzenie tożsamości: Joanna Turek z Wolkowych, zespół „Klęcinianki” z Klęcina
- Nauka i Pióro: Marta Scholastyka Wojciechowska
- Działalność Publiczna: Sabina Malinowska, Mirosław Augustyniak
- Edukacja regionalna: Dorota Przestrzelska
- Muzyka i taniec: grupa śpiewacza Bandysionki[18][19].